# Copa Suruga Bank 2009
La Copa Suruga Bank 2009 se disputó en un único partido en Japón entre el Oita Trinita (campeón de la Copa J. League 2008) e Internacional de Brasil (campeón de la Copa Sudamericana 2008).

## Clubes clasificados
| País   | Equipo        | Vía de clasificación                 |
| ------ | ------------- | ------------------------------------ |
| Japón  | Oita Trinita  | Campeón de la Copa J. League 2008    |
| Brasil | Internacional | Campeón de la Copa Sudamericana 2008 |

## Sede
La competición se diputó en el Estadio del Gran Ojo de la ciudad de Ōita, recinto donde hace las veces de local el Oita Trinita.
| Japón               |          |
| Ciudad              | Estadio  |
| Ōita                | Gran Ojo |
|                     |          |
| 40 000 espectadores |          |

## Partido
| 5 de agosto de 2009, 19:06 (UTC+9) | Oita Trinita | 1:2 (0:0) | Internacional                   | Estadio del Gran Ojo, Ōita                                  |                                                             |
|                                    | Higashi 60'  | Reporte   | Alecsandro 50' · Andrezinho 59' | Asistencia: 16 505 espectadores Árbitro(s): Choi Myung-Yong | Asistencia: 16 505 espectadores Árbitro(s): Choi Myung-Yong |

### Ficha
| 1          | Guardameta     | Shūsaku Nishikawa |       |
| 6          | Defensa        | Masato Morishige  |       |
| 22         | Defensa        | Taikai Uemoto     | 63'   |
| 33         | Defensa        | Yoshiaki Fujita   | 90+5' |
| 5          | Centrocampista | Edmilson          |       |
| 20         | Centrocampista | Daisuke Takahashi |       |
| 21         | Centrocampista | Keigo Higashi     | 90+2' |
| 27         | Centrocampista | Kōki Kotegawa     | 85'   |
| 30         | Centrocampista | Yūdai Inoue       | 59'   |
| 8          | Delantero      | Mū Kanazaki       |       |
| 17         | Delantero      | Fernandinho       | 45'   |
| Entrenador | Entrenador     | Ranko Popović     |       |

| 12         | Guardameta     | Michel Alves    |       |
| 2          | Defensa        | Bolívar         |       |
| 3          | Defensa        | Índio           |       |
| 6          | Defensa        | Kléber          | 70'   |
| 13         | Defensa        | Gonzalo Sorondo |       |
| 17         | Centrocampista | Andrezinho      | 90+6' |
| 5          | Centrocampista | Pablo Guiñazú   |       |
| 16         | Centrocampista | Giuliano        | 77'   |
| 8          | Centrocampista | Sandro          |       |
| 18         | Delantero      | Alecsandro      | 88'   |
| 7          | Delantero      | Taison          | 54'   |
| Entrenador | Entrenador     | Tite            |       |

| 19 | Delantero      | Shunsuke Maeda    | 45'   |
| 14 | Centrocampista | Akihiro Ienaga    | 59'   |
| 2  | Defensa        | Shūsuke Tsubouchi | 63'   |
| 18 | Delantero      | Takahiko Sumida   | 85'   |
| 34 | Centrocampista | Takashi Umeda     | 90+2' |
| 32 | Centrocampista | Masashi Miyazawa  | 90+5' |

| 9  | Delantero      | Luis Bolaños     | 54'   |
| 15 | Defensa        | Marcelo Cordeiro | 70'   |
| 10 | Defensa        | Danilo           | 77'   |
| 14 | Centrocampista | Glaydson         | 88'   |
| 11 | Defensa        | Danny Morais     | 90+6' |

| Anotado | 60' | Keigo Higashi | 1-2 |

| Anotado | 50' | Alecsandro | 0-1 |
| Anotado | 59' | Andrezinho | 0-2 |

| Amonestado | 40' | Taikai Uemoto     |
| Amonestado | 70' | Shūsuke Tsubouchi |

| Amonestado | 13'   | Pablo Guiñazú |
| Amonestado | 70'   | Kléber        |
| Amonestado | 90+2' | Bolívar       |
| Amonestado | 90+5' | Luis Bolaños  |

| Árbitro             | Choi Myung-Yong |
| Árbitros asistentes | Choi Min-Byoung |
| Árbitros asistentes | Yoon Seung-Yong |
| Cuarto árbitro      | Ryūji Satō      |

| 1          | Guardameta     | Shūsaku Nishikawa |       |
| 6          | Defensa        | Masato Morishige  |       |
| 22         | Defensa        | Taikai Uemoto     | 63'   |
| 33         | Defensa        | Yoshiaki Fujita   | 90+5' |
| 5          | Centrocampista | Edmilson          |       |
| 20         | Centrocampista | Daisuke Takahashi |       |
| 21         | Centrocampista | Keigo Higashi     | 90+2' |
| 27         | Centrocampista | Kōki Kotegawa     | 85'   |
| 30         | Centrocampista | Yūdai Inoue       | 59'   |
| 8          | Delantero      | Mū Kanazaki       |       |
| 17         | Delantero      | Fernandinho       | 45'   |
| Entrenador | Entrenador     | Ranko Popović     |       |

| 12         | Guardameta     | Michel Alves    |       |
| 2          | Defensa        | Bolívar         |       |
| 3          | Defensa        | Índio           |       |
| 6          | Defensa        | Kléber          | 70'   |
| 13         | Defensa        | Gonzalo Sorondo |       |
| 17         | Centrocampista | Andrezinho      | 90+6' |
| 5          | Centrocampista | Pablo Guiñazú   |       |
| 16         | Centrocampista | Giuliano        | 77'   |
| 8          | Centrocampista | Sandro          |       |
| 18         | Delantero      | Alecsandro      | 88'   |
| 7          | Delantero      | Taison          | 54'   |
| Entrenador | Entrenador     | Tite            |       |

| 19 | Delantero      | Shunsuke Maeda    | 45'   |
| 14 | Centrocampista | Akihiro Ienaga    | 59'   |
| 2  | Defensa        | Shūsuke Tsubouchi | 63'   |
| 18 | Delantero      | Takahiko Sumida   | 85'   |
| 34 | Centrocampista | Takashi Umeda     | 90+2' |
| 32 | Centrocampista | Masashi Miyazawa  | 90+5' |

| 9  | Delantero      | Luis Bolaños     | 54'   |
| 15 | Defensa        | Marcelo Cordeiro | 70'   |
| 10 | Defensa        | Danilo           | 77'   |
| 14 | Centrocampista | Glaydson         | 88'   |
| 11 | Defensa        | Danny Morais     | 90+6' |

| Anotado | 60' | Keigo Higashi | 1-2 |

| Anotado | 50' | Alecsandro | 0-1 |
| Anotado | 59' | Andrezinho | 0-2 |

| Amonestado | 40' | Taikai Uemoto     |
| Amonestado | 70' | Shūsuke Tsubouchi |

| Amonestado | 13'   | Pablo Guiñazú |
| Amonestado | 70'   | Kléber        |
| Amonestado | 90+2' | Bolívar       |
| Amonestado | 90+5' | Luis Bolaños  |

| Árbitro             | Choi Myung-Yong |
| Árbitros asistentes | Choi Min-Byoung |
| Árbitros asistentes | Yoon Seung-Yong |
| Cuarto árbitro      | Ryūji Satō      |

| Estadísticas       | Oita Trinita | Internacional |
| ------------------ | ------------ | ------------- |
| Tiros              | 15           | 8             |
| Tiros al arco      | 6            | 9             |
| Faltas             | 13           | 14            |
| Tiros de esquina   | 8            | 1             |
| Penales            | 0            | 0             |
| Fueras de juego    | 5            | 2             |
| Posesión del balón | 51,5%        | 48,5%         |

|                                   |
| Bandera de Brasil                 |
| Campeón Internacional 1.er título |